# Thoracotremata
Thoracotremata — клада крабів, статеві отвори яких розташовані на стернітах у представників обох статей, і ніколи не бувають на ногах, як у Heterotremata. Клада містить 17 родин у чотирьох надродинах.

## Надродини і родини
| - Ocypodoidea - Camptandriidae - Dotillidae - Heloeciidae - Macrophthalmidae - Mictyridae - Ocypodidae - Ucididae - Xenophthalmidae - Pinnotheroidea - Pinnotheridae | - Cryptochiroidea - Cryptochiridae - Grapsoidea - Gecarcinidae - Glyptograpsidae - Grapsidae - Plagusiidae - Sesarmidae - Varunidae - Xenograpsidae |